# Tomas (apostel)
De apostel Tomas (Hebreeuws: תוֹמָאס; Oudgrieks: Θωμᾶς; Koptisch: ⲑⲱⲙⲁⲥ; Syrisch: ܬܐܘܡܐ ܫܠܝܚܐ , Tʾōmā šliḥā; Hindi: सेंट थॉमस; Tamil: புனித தோமையர்; Malayalam: മാര്‍ തോമാ ശ്ലീഹ , mar thoma sliha) of Thomas ("tweeling" - Johannes 11:16; 20:24), ook wel Judas Thomas Didymus genoemd († Chennai, India, 21 december 72 – traditioneel), is een van de twaalf apostelen van Jezus uit het Nieuwe Testament. Volgens de overlevering zou Tomas het christendom naar India hebben gebracht, waar hij ook zou zijn overleden. Aan Tomas worden diverse  apocriefe werken toegeschreven.
De uitdrukking "ongelovige thomas" komt van de gebeurtenis die wordt beschreven in Johannes 20:24-29, waarbij Tomas zei niet te geloven dat Jezus uit de dood was opgestaan totdat hij zijn vinger in Jezus' wonden zou leggen.

## Nieuwe Testament
Het Nieuwe Testament verschaft weinig biografische informatie over Tomas. Hij wordt enkele malen genoemd in de evangeliën. De eerste vermelding is direct na het overlijden van Lazarus. Jezus wilde terugkeren naar Judea waar de Joden hem kort daarvoor wilden stenigen. Tomas zei daarop: "Laten ook wij maar gaan, om met hem te sterven" (Johannes 11:16). Tomas komt ook voor in het verslag van het Laatste Avondmaal. Jezus zei bij die gelegenheid dat hij een plaats voor zijn discipelen zou bereiden en dan zou terugkomen. Hij voegde daaraan toe: "Jullie kennen de weg naar waar ik heen ga." Tomas reageerde daarop met: "Wij weten niet eens waar u naartoe gaat, Heer, hoe zouden we dan de weg daarheen kunnen weten?" Jezus antwoordde: "Ik ben de weg, de waarheid en het leven. Niemand kan bij de Vader komen dan door mij" (Johannes 14:1-6).

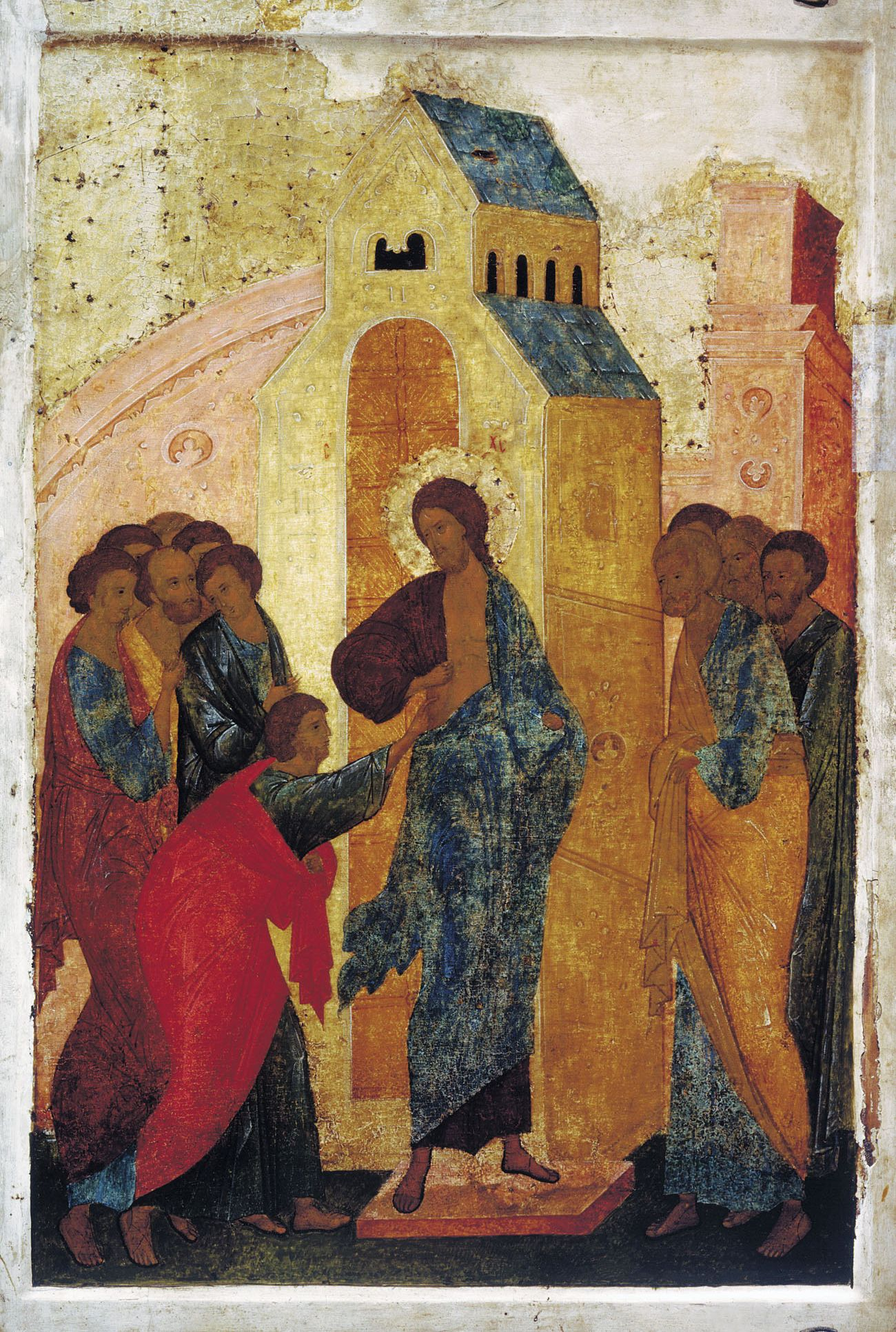
Russische icoon van Sint-Tomas (15e eeuw)

Spreekwoordelijk is de passage waarin de 'ongelovige thomas' de discipelen de opgestane Jezus hadden gezien niet kon geloven. Tomas zei toen: "Alleen als ik de wonden van de spijkers in zijn handen zie en met mijn vingers kan voelen, en als ik mijn hand in zijn zij kan leggen, zal ik het geloven." Een week later verscheen Jezus weer en ditmaal was Tomas er wel bij. Jezus zei tegen hem: "Leg je vingers hier en kijk naar mijn handen, en leg je hand in mijn zij. Wees niet langer ongelovig, maar geloof." Tomas antwoordde: "Mijn Heer, mijn God!" Jezus zei tegen hem: "Omdat je me gezien hebt, geloof je. Gelukkig zijn zij die niet zien en toch geloven" (Johannes 20:24-29).

### Aanduiding als Didymus en Judas
In het Johannes-evangelie staat enkele malen de uitdrukking “Tomas, die Didymus wordt genoemd”. Het Koinè woord didymos betekent "tweeling" en is de vertaling van het woord thomas in de Semitische talen. Een van de leerlingen van Jezus werd kennelijk aangeduid als "(de) tweeling". In Johannes 14:22 wordt een "Judas – niet Iskariot" genoemd. In oude Syrische vertalingen staat hier 'Tomas' of 'Judas Tomas'. Het laatste heeft dan de betekenis van Judas de tweeling. In Syrië werd Judas dan ook als de echte naam van Tomas beschouwd en vaak ook als de broer van Jezus. In Marcus 6:3 wordt gezegd dat een broer van Jezus Judas heette.
In de Handelingen van Tomas, in Syrië geschreven, wordt hij soms Tomas, soms Judas en ook Judas Tomas genoemd. In die Handelingen verschijnt Jezus aan een bruidspaar dat de apostel had gezien en zei tegen hen: "Ik ben niet Judas die ook Tomas genoemd wordt, maar ik ben zijn broer". In het Boek van Thomas de Strijder richt Jezus zich tot Judas Tomas en wordt deze door hem als zijn tweelingbroer aangesproken.

## Apocriefe bronnen

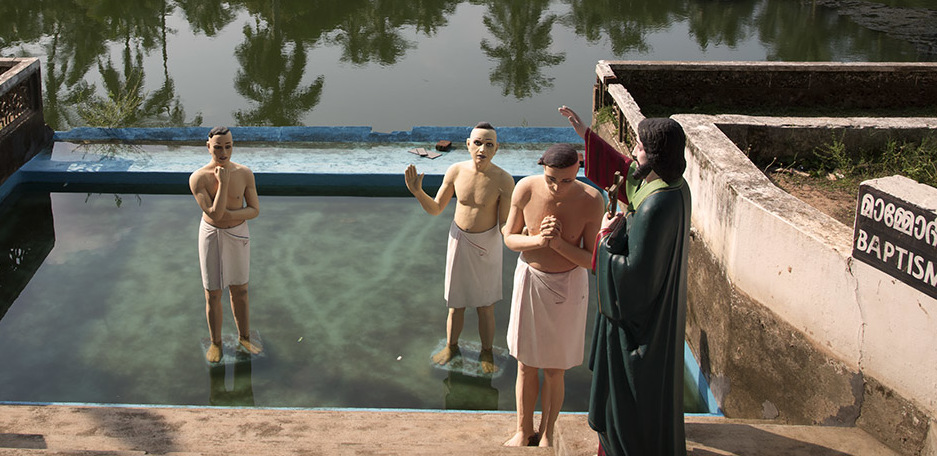
Tomas doopt Thomaschristenen (beeldengroep in Puliyoor, Kerala)

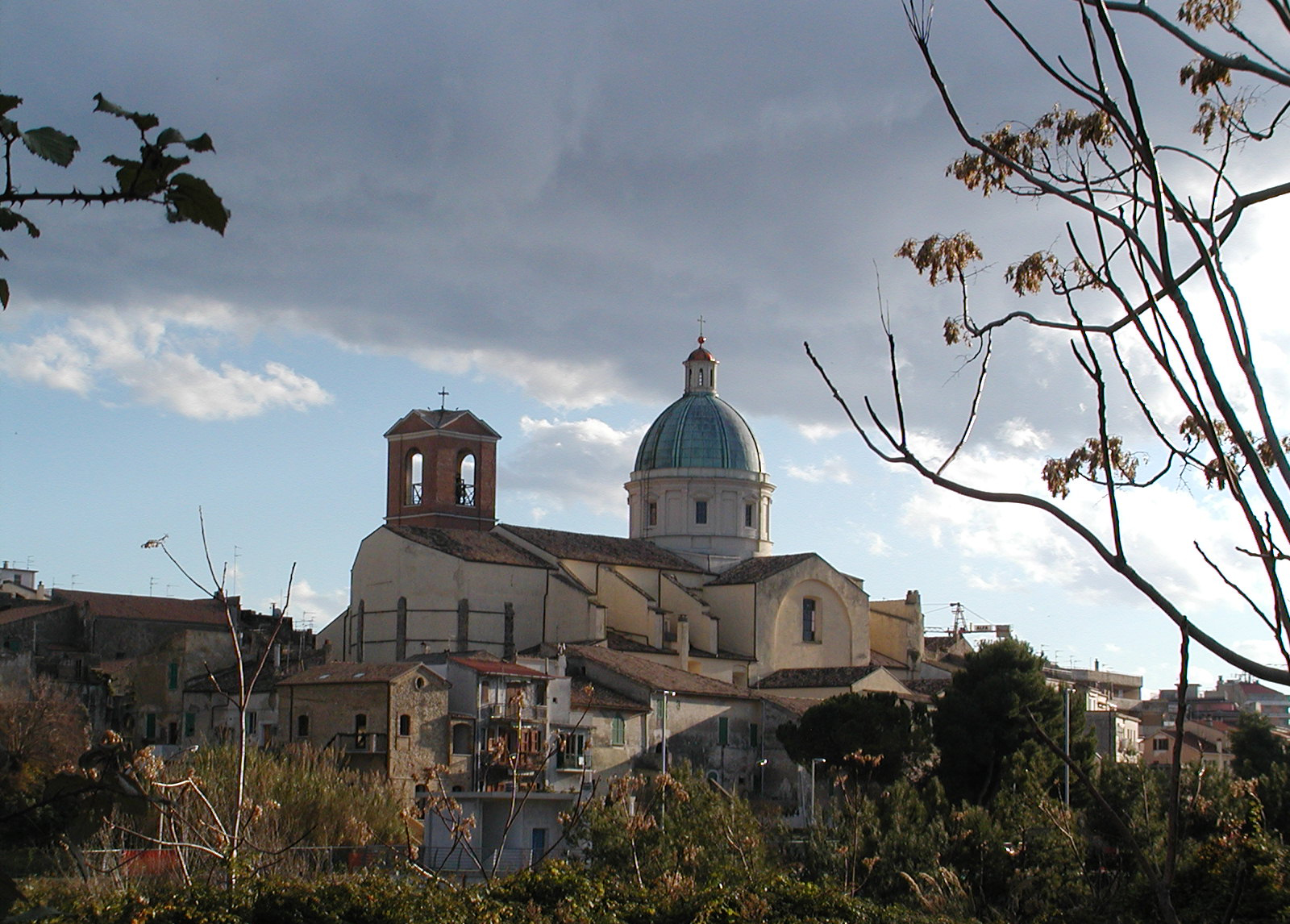
Sint-Thomaskathedraal in Ortona

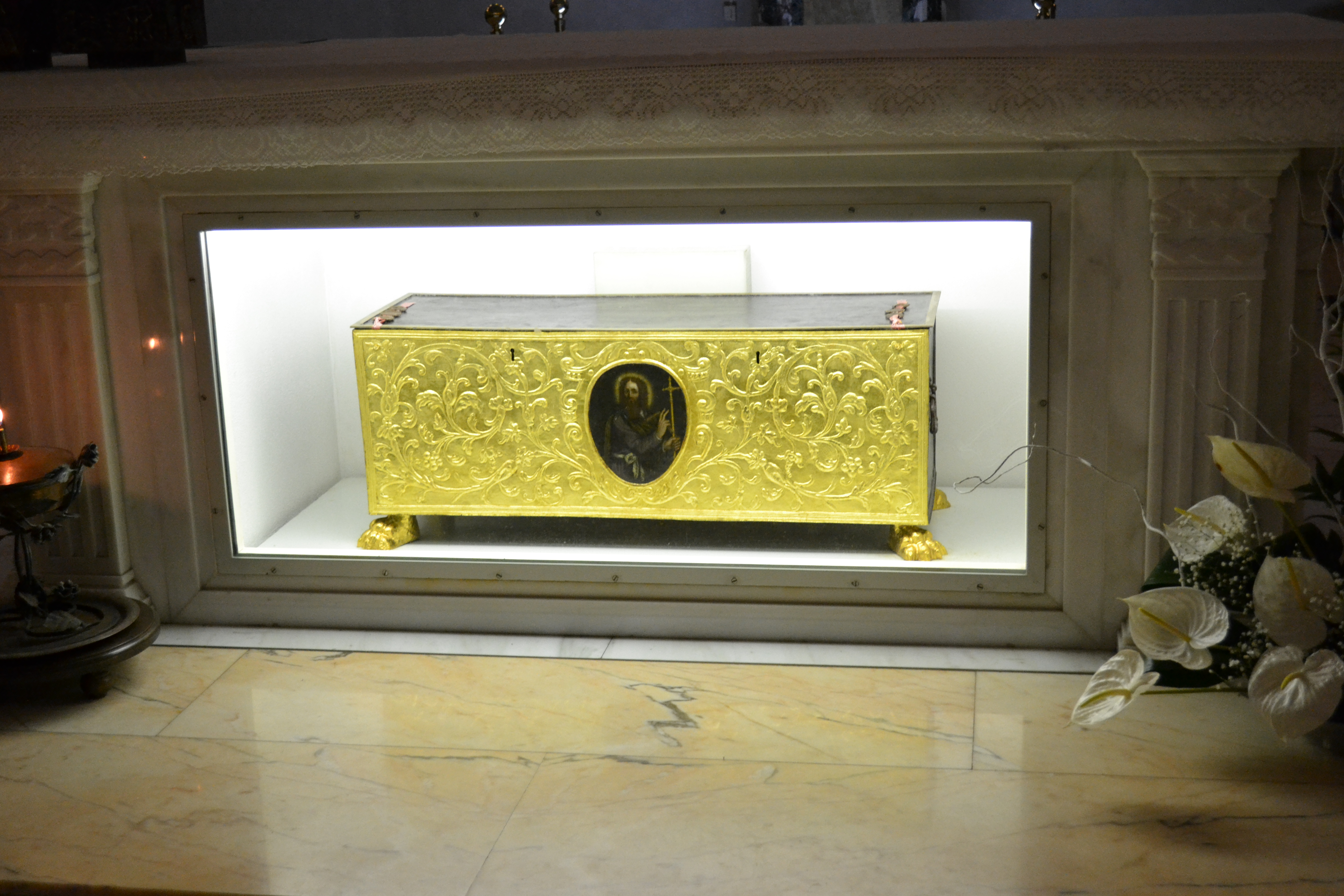
Reliekschrijn in Ortona (1612)

Jacobus de Voragine's Legenda aurea uit de dertiende eeuw bevestigt het beeld van Tomas als de ongelovige apostel. Toen Maria (moeder van Jezus) gestorven was, legden de leerlingen haar in het graf om vervolgens getuige te zijn van haar tenhemelopneming. Volgens De Voragine was Tomas ook dit keer afwezig en geloofde hij later niets van het verhaal dat de anderen hem vertelden. Pas toen uit de hemel Maria's gordel plotseling in zijn handen viel, realiseerde hij zich dat zij daar met lichaam en ziel was opgenomen.

### Prediking
In de Handelingen van Tomas, een apocrief geschrift uit het begin van de derde eeuw wordt beschreven dat Tomas in twee gebieden in India missie bedreef. Het eerste gebied wordt in verband gebracht met het noordwesten van India, dat in de eerste eeuw deel uitmaakte van een Indo-Parthisch rijk. De overheersende opvatting op het vakgebied is dat het zeer onwaarschijnlijk is dat Tomas ooit in het noordwesten van India gepredikt zou hebben. Een minderheid van auteurs wil een verblijf van Tomas in een ander meer westelijk deel van het toenmalige Parthische rijk niet geheel uitsluiten.
De Thomaschristenen in India herleiden hun oorsprong naar zijn missionaire activiteiten. Het tweede gebied waar Tomas dan gepredikt zou hebben zou dan de huidige deelstaat Kerala in het uiterste zuidwesten van India geweest zijn.  Hij zou daar ook de marteldood zijn gestorven.  Aan het eind van de Handelingen van Tomas staat een passage waarin vermeld wordt dat zijn beenderen kort na de executie " in het geheim waren overgebracht naar het westen". Er is een traditie dat het stoffelijk overschot van Tomas na zijn dood is overgebracht naar Edessa in Syrië. Edessa was het hart van het Syrische christendom en de plaats waar de Handelingen moeten zijn geschreven. Omstreeks 380 bezocht de pelgrim Egeria in die stad het graf van Sint-Thomas. De opvatting dat Tomas ooit in het zuidwesten van India is geweest wordt op het vakgebied voor uitgesloten gehouden.

### Geschriften
De volgende apocriefe werken handelen over het leven van Tomas of worden aan hem toegeschreven:
- Evangelie van Thomas;
- Handelingen van Tomas;
- Kindheidsevangelie van Thomas.

In de orthodoxe kerk schrijft men tevens het canonieke Bijbelboek Brief van Judas aan Tomas toe.

## Devotie
Zijn feestdag in de rooms-katholieke kerk is volgens de kalender van 1969 op 3 juli (de dag waarop zijn relieken werden overgebracht naar Edessa), in de oosters-orthodoxe kerken zowel op Thomaszondag (de zondag na Pasen) als op 6 oktober. Ook op 21 december, de overgeleverde sterfdag, wordt Tomas bijzonder vereerd. Hij is de patroonheilige van (voormalig) Oost-Indië, Sri Lanka, India, Pakistan, Portugal, Goa, Vaticaanstad, Urbino, Parma en Riga. Tevens geldt Tomas als beschermheilige van diverse beroepsgroepen: architecten, landmeters, timmerlieden, steenhouwers en andere bouwvakkers, en theologen. Ook wordt hij door gelovigen aangeroepen tegen blindheid, rugpijn en voor een goed huwelijk.

### Cultureel erfgoed
Relikwieën van de heilige Tomas zijn verspreid over de gehele wereld, vaak gevat in kostbare reliekhouders. In een kerkje op de Sint-Thomasheuvel in Chennai wordt zowel een 'bloedend kruis van Sint-Thomas' als een teenreliek bewaard. Het verguld koperen reliekschrijn in de crypte van de Sint-Thomaskathedraal van Ortona zou volgens de overlevering sinds 1258 de overblijfselen van de apostel bevatten. De kerk bezit tevens een reliekbuste van de heilige. Bijzonder begerenswaardig waren in de middeleeuwen relieken van zijn rechterhand of -arm; dezelfde hand die hij als ongelovige Tomas in de zijdewond van Christus had gelegd. Armrelikwieën van Sint-Thomas zijn dan ook geenszins uniek; ze zijn onder andere te vinden in Rome (Santa Croce), Bari (Basiliek van San Nicola), Bologna (Basiliek van San Domenico), Parijs (Abdij van Saint-Denis), Chartres, Soissons en Maastricht. In de schatkamer van de Sint-Servaasbasiliek in laatstgenoemde stad bevindt zich de 15e-eeuwse zilveren Thomasarm met een groot armbot dat volgens de overlevering omstreeks 1100, na de Eerste Kruistocht, door Godfried van Bouillon uit Edessa zou zijn meegenomen.
Schilderijen, tekeningen, iconen, mozaïeken, beelden, reliëfs en andere kunstwerken van de heilige Tomas bevinden zich in kerken, kloosters, musea en andere verzamelingen verspreid over de hele wereld. Enkele daarvan zijn gemaakt door beroemde kunstenaars als Caravaggio, El Greco en Peter Paul Rubens. Wereldwijd zijn duizenden kerken, kapellen, scholen, ziekenhuizen en andere instellingen genoemd naar de apostel. Het Thomaskruis is het symbool van de Thomaschristenen.

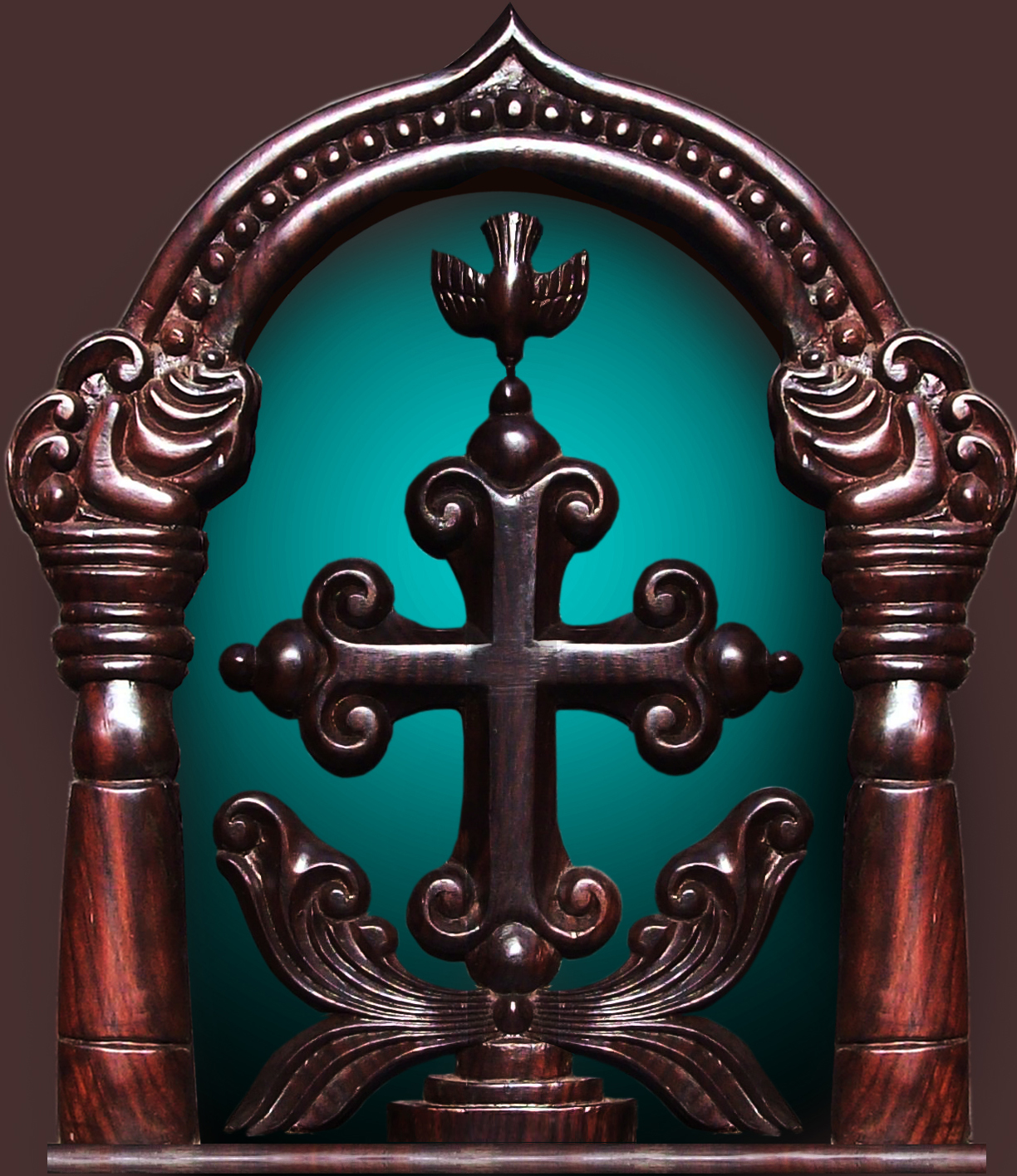
Thomaskruis, symbool van de Thomaschristenen
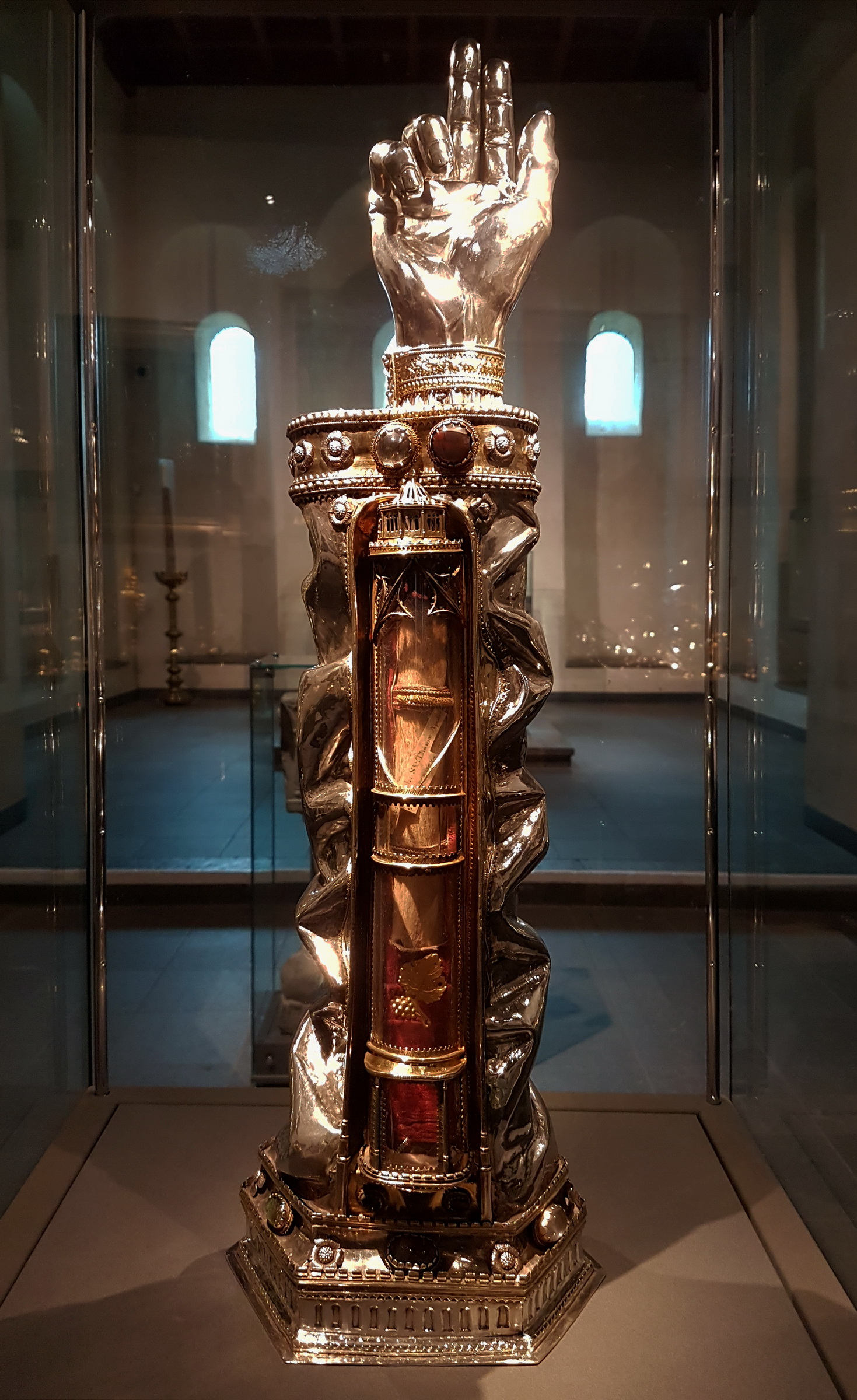
Thomasarm, schatkamer St-Servaasbasiliek, Maastricht
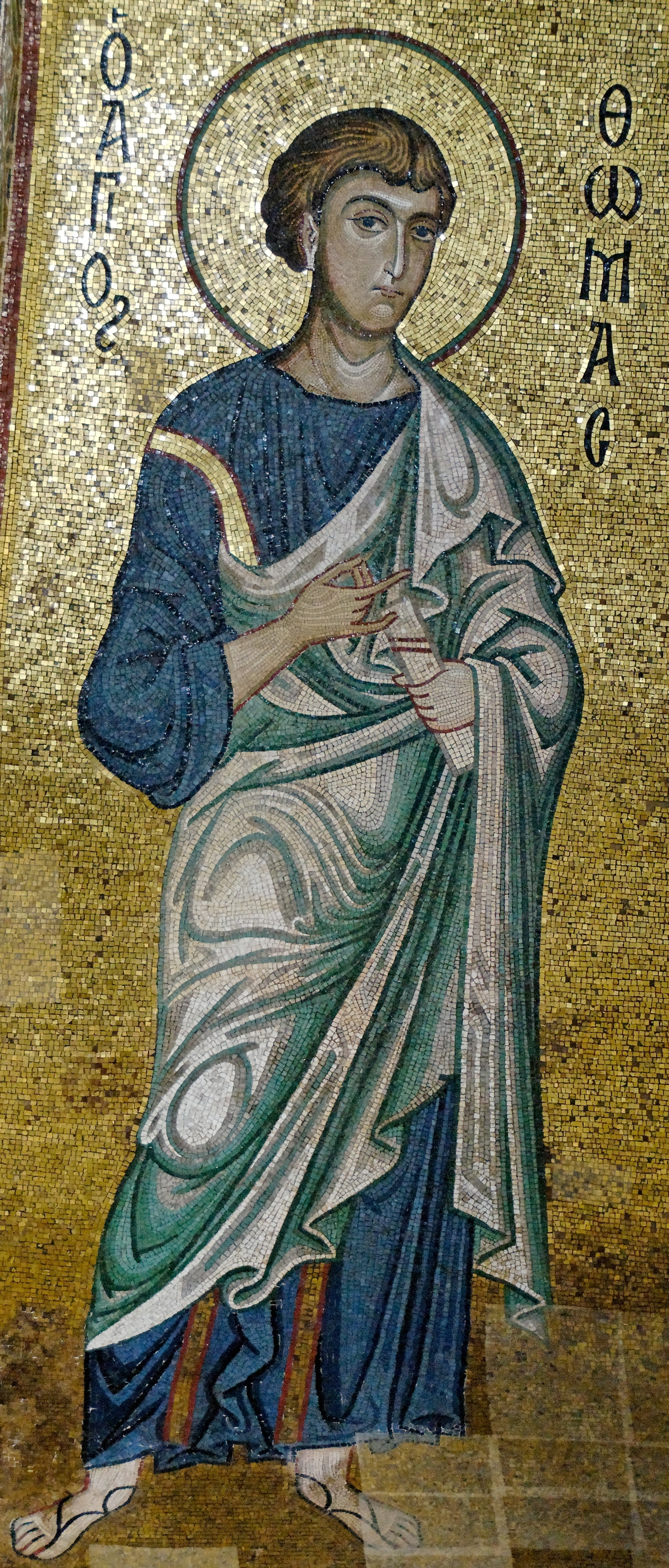
Mozaïek van Sint-Thomas (12e eeuw), Palermo
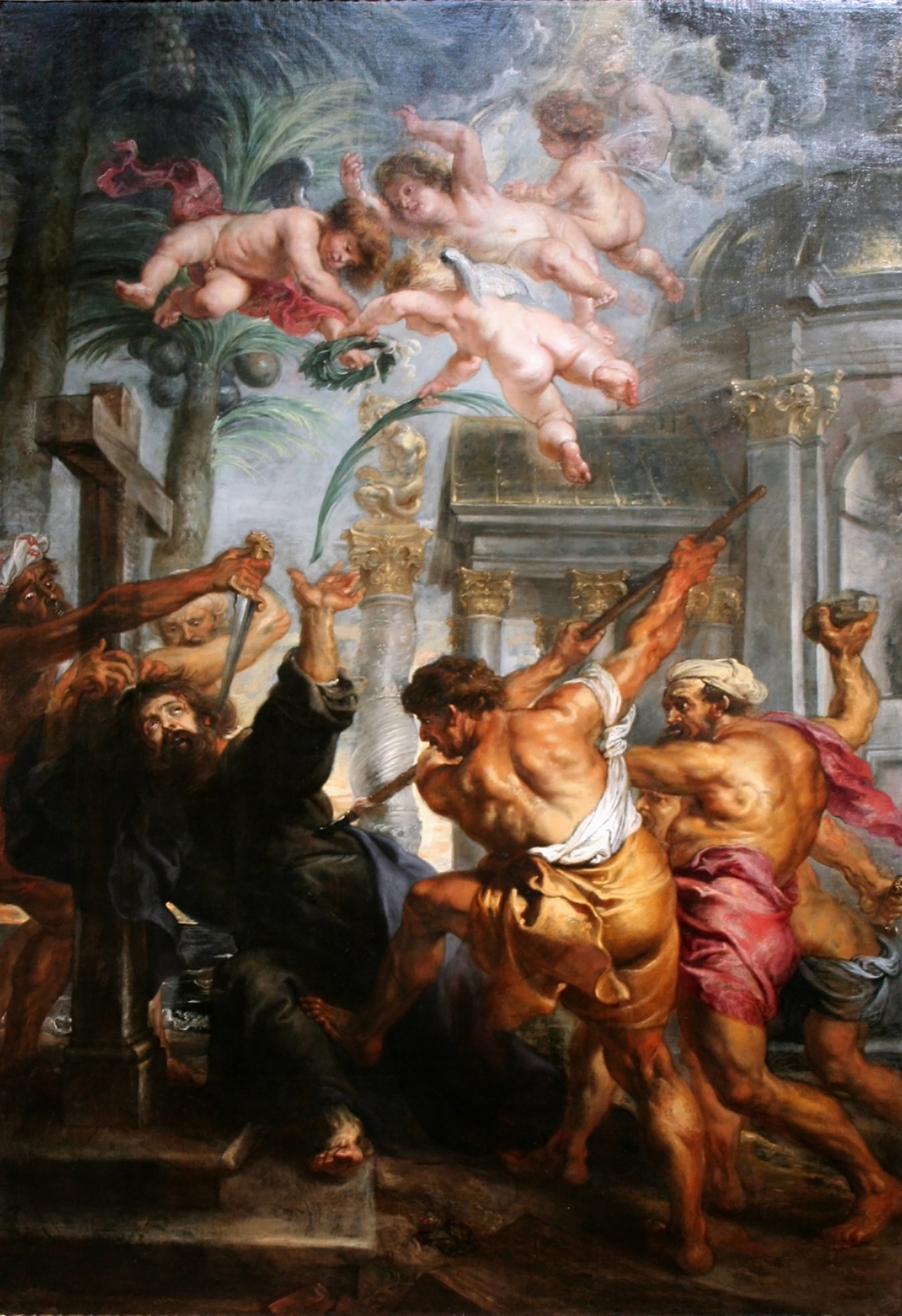
De marteldood van Thomas door Peter Paul Rubens